# Malínivka (Berezivka)
Malínivka (en ucraniano: Малинівка, romanizado: Malynivka) es un pueblo ucraniano perteneciente al óblast de Odesa. Situado en el suroeste del país, es parte del raión de Berezivka y parte del municipio (hromada) de Ivánivka.

## Toponimia
El nombre del asentamiento en ruso es Malínovka (en ruso: Малиновка). Hasta 1945 su nombre era Ratsulove (en ruso: Рацулово).

## Demografía
La evolución de la población de Malínivka entre 1989 y 2001 fue la siguiente:
| 327                                                           | 420 |
| (Fuente: Cities & Towns of Ukraine y UKRAINE: Größere Städte) |     |

Según el censo de 2001, la lengua materna de la mayoría de los habitantes, el 70,48%, es el ucraniano; del 5,24% es el ruso; y del %, el rumano.

## Personas importantes
- Stepán Artiomenko (1913-1977): oficial soviético que fue galardonado dos veces con el título de Héroe de la Unión Soviética.